# Lijst van afleveringen van Derrick
Dit is een lijst met afleveringen van de Duitse televisieserie Derrick. De serie telt 25 seizoenen. Een overzicht van alle afleveringen is hieronder te vinden.

## Seizoen 1
| # | Titel Aflevering | Uitzenddatum DE  | |
| 1 | Waldweg          | 20 oktober 1974  | In de allereerste aflevering van Derrick komt een scholiere vanuit München met de S-Bahn aan op het station van Feldkirchen waar een onbekende de achterband van haar fiets opzettelijk heeft laten leeglopen. Omdat de stationschef en kioskhouder geen fietspomp hebben besluit ze daarom lopend langs de Waldweg en door het bos naar het meisjesinternaat in Aschheim te gaan, ondanks de angst dat een half jaar eerder een mede scholiere dood werd aangetroffen in het bos. Ze komt er echter nooit aan maar wordt ook dood aangetroffen in het bos. Derrick en Klein staarden in het bos naar het lijk van de gewurgde scholiere en gaan op onderzoek uit. Er zijn verschillende mogelijke daders en motieven in beeld, maar door de inzet van een lokscholiere weet Derrick een derde moord te voorkomen en de dader te ontmaskeren: een psychotische leraar op het meisjesinternaat - met dominante moeder. |
| 2 | Johanna          | 3 november 1974  | |
| 3 | Stiftungsfest    | 11 december 1974 | |

## Seizoen 2
| #  | Titel Aflevering         | Uitzenddatum DE   |
| -- | ------------------------ | ----------------- |
| 1  | Mitternachtsbus          | 12 januari 1975   |
| 2  | Tod am Bahngleis         | 9 februari 1975   |
| 3  | Nur Aufregungen für Rohn | 9 maart 1975      |
| 4  | Madeira                  | 6 april 1975      |
| 5  | Zeichen der Gewalt       | 4 mei 1975        |
| 6  | Paddenberg               | 1 juni 1975       |
| 7  | Hoffmanns Höllenfahrt    | 29 juni 1975      |
| 8  | Pfandhaus                | 27 juli 1975      |
| 9  | Ein Koffer aus Salzburg  | 24 augustus 1975  |
| 10 | Kamillas junger Freund   | 21 september 1975 |
| 11 | Der Tag nach dem Mord    | 19 oktober 1975   |
| 12 | Alarm auf Revier 12      | 14 december 1975  |

## Seizoen 3
| #  | Titel Aflevering        | Uitzenddatum DE |
| -- | ----------------------- | --- |
| 1  | Tod der Kolibris        | 11 januari 1976 |
| 2  | Tod des Trompeters      | 8 februari 1976 |
| 3  | Angst                   | 7 maart 1976 Doctor Hertel gelooft dat zijn minnares Irene hem bedriegt. Deze vermoedens blijken waar te zijn. Als deze jonge vrouw vervolgens in haar appartement vermoord wordt gevonden, moet Derrick deze zaak onderzoeken. Hij verdenkt Dr. Hertel, maar het zal moeilijk zijn deze intelligente man tot een bekentenis te bewegen. |
| 4  | Tote Vögel singen nicht | 4 april 1976 |
| 5  | Schock                  | 2 mei 1976 |
| 6  | Kalkutta                | 30 mei 1976 |
| 7  | Kein schöner Sonntag    | 27 juni 1976 |
| 8  | Auf eigene Faust        | 11 juli 1976 |
| 9  | Ein unbegreiflicher Typ | 25 juli 1976 |
| 10 | Das Bordfest            | 8 augustus 1976 |
| 11 | Das Superding           | 5 september 1976 |
| 12 | Risiko                  | 19 september 1976 |
| 13 | Pecko                   | 3 oktober 1976 |
| 14 | Der Mann aus Portofino  | 28 november 1976 |

## Seizoen 4
| #  | Titel Aflevering      | Uitzenddatum DE |
| -- | --------------------- | --- |
| 1  | Yellow He             | 23 januari 1977 |
| 2  | Hals in der Schlinge  | 6 februari 1977 Heli en haar broer Ingo kunnen het niet begrijpen. Hun vader heeft zichzelf opgehangen.De doodsoorzaak wordt vastgesteld. Zelfmoord. Heli gelooft er niets van en denkt dat haar vader vermoord is, mede omdat de huisdeur niet afgesloten was toen zij en haar broer terugkeerden van een feestje. |
| 3  | Eine Nacht im Oktober | 6 maart 1977 Rosi Kramer, een 18-jarige huishoudster bij advocaat mr. dr. Lechner wordt op enkele meters van het huis van Lechner dood gevonden. Zij is door meerdere messteken aan haar einde gekomen. Derrick komt er achter dat Rosi de hele avond met haar vriend in de Discotheek heeft doorgebracht. Na een hevige ruzie laat zij zich door een vreemde man alleen naar huis brengen. Die vreemde man was verkoper Steinbrink. Alles wijst erop dat Steinrbink de moordenaar is. Of toch niet? |
| 4  | Offene Rechnung       | 20 maart 1977 |
| 5  | Tod des Wucherers     | 3 april 1977 |
| 6  | Das Kuckucksei        | 12 juni 1977 |
| 7  | Mord im TEE 91        | 10 juli 1977 |
| 8  | Via Bangkok           | 21 augustus 1977 |
| 9  | Inkasso               | 18 september 1977 |
| 10 | Tote im Wald          | 16 oktober 1977 |

## Seizoen 5
| #  | Titel Aflevering        | Uitzenddatum DE   |
| -- | ----------------------- | ----------------- |
| 1  | Der Fotograf            | 6 januari 1978    |
| 2  | Tod eines Fans          | 3 februari 1978   |
| 3  | Abendfrieden            | 24 februari 1978  |
| 4  | Ein Hinterhalt          | 31 maart 1978     |
| 5  | Steins Tochter          | 5 mei 1978        |
| 6  | Klavierkonzert          | 16 juni 1978      |
| 7  | Kaffee mit Beate        | 14 juli 1978      |
| 8  | Solo für Margarete      | 4 augustus 1978   |
| 9  | Lissas Vater            | 25 augustus 1978  |
| 10 | Der Spitzel             | 22 september 1978 |
| 11 | Die verlorenen Sekunden | 20 oktober 1978   |
| 12 | Ute und Manuela         | 17 november 1978  |
| 13 | Abitur                  | 15 december 1978  |

## Seizoen 6
| #  | Titel Aflevering      | Uitzenddatum DE   |
| -- | --------------------- | ----------------- |
| 1  | Der L-Faktor          | 5 januari 1979    |
| 2  | Anschlag auf Bruno    | 2 februari 1979   |
| 3  | Schubachs Rückkehr    | 9 maart 1979      |
| 4  | Ein unheimliches Haus | 30 maart 1979     |
| 5  | Die Puppe             | 11 mei 1979       |
| 6  | Tandem                | 8 juni 1979       |
| 7  | Lena                  | 29 juni 1979      |
| 8  | Besuch aus New York   | 27 juli 1979      |
| 9  | Ein Kongreß in Berlin | 24 augustus 1979  |
| 10 | Das dritte Opfer      | 28 september 1979 |
| 11 | Die Versuchung        | 26 oktober 1979   |
| 12 | Ein Todesengel        | 23 november 1979  |
| 13 | Karo As               | 21 december 1979  |

## Seizoen 7
| #  | Titel Aflevering                      | Uitzenddatum DE |
| -- | ------------------------------------- | --- |
| 1  | Hanna, liebe Hanna                    | 4 januari 1980 |
| 2  | Unstillbarer Hunger                   | 25 januari 1980 |
| 3  | Ein Lied aus Theben                   | 7 maart 1980 |
| 4  | Tödliche Sekunden                     | 7 maart 1980 |
| 5  | Ein tödlicher Preis                   | 2 mei 1980 |
| 6  | Die Entscheidung                      | 30 mei 1980 |
| 7  | Der Tod sucht Abonnenten              | 27 juni 1980 |
| 8  | Auf einem Gutshof                     | 1 augustus 1980 Tijdens een hevige onweersbui wordt er op Marlene Schulte, die voor het venster van haar boerderijwoning staat, geschoten. De kogel mist het doel. Maar zij heeft de dader herkend. Het is haar echtgenoot Richard. |
| 9  | Zeuge Yuroski                         | 22 augustus 1980 Bij een nachtelijke inbraak bij een groot technisch bedrijf wordt een portier doodgeschoten. Een collega is een belangrijke getuige. Deze getuige laat echter weinig los. Derrick heeft het gevoel dat de getuige veel meer informatie heeft om deze moord op te lossen, dan hij wil loslaten. |
| 10 | Eine unheimlich starke Persönlichkeit | 19 september 1980 Robert Renz wordt om middernacht voor het appartement van zijn geliefde doodgeschoten. Zijn echtgenote Alberta Renz, die van zijn liefdesaffaire af wist, en haar zoon behoren volgens Derrick tot de hoofdverdachten. Weer een moeilijke zaak voor Derrick. |
| 11 | Pricker                               | 17 oktober 1980 Bij een overval op een gevangeniswagen ontkomt de kleine crimineel Alfred Pricker. Derrick twijfelt eraan dat deze bevrijdingsactie door Pricker was georganiseerd. |
| 12 | Dem Mörder eine Kerze                 | 21 november 1980 Fotograaf Dembert is vermoord. Hij zit doodgeschoten op zijn bureaustoel. Daar vindt Derrick een briefje waarop amper leesbaar het woord "school"staat geschreven. Een geestelijke bezoekt het plaatst delict en vraagt aan Derrick of hij mag bidden. Kort hierna komt hij de geestelijke weer tegen tijdens het onderzoek op een nabij gelegen school. (In deze aflevering zingt Frank Duval "Angel Of Mine", wat een grote hit werd in Europa) |
| 13 | Eine Rechnung geht nicht auf          | 12 december 1980 Na een feestje botsen Hans en Gudrun Hofsteller 's nachts met hun auto tegen een boom. Beide zijn dood. Een tragisch ongeluk? Uit sporenonderzoek blijkt dat Hans Hofsteller het ongeluk in eerste instantie heeft overleefd, en naderhand bewust is overreden. |

## Seizoen 8
| #  | Titel Aflevering          | Uitzenddatum DE |
| -- | ------------------------- | --- |
| 1  | Der Kanal                 | 2 januari 1981 Een auto zonder iemand erin, met ronkende motor staat stil midden op een brug over een rivier. Kort na het aantreffen van de auto, wordt het lijk van de eigenaar Herbert Junker aangetroffen in de rivier. Van herbergier Rudolf Tibolt van de herberg tegenover de brug, hoort Derrick dat de getrouwde Herbert Junker die avond bij hem heeft doorgebracht, en daar is vreemdgegaan met de eveneens getrouwde Elisabeth Roder. |
| 2  | Am Abgrund                | 30 januari 1981 Gallgirl Ina Debel wordt vermoord in een poort gevonden.Alcoholist Jacob Hesse, een voormalige leraar wordt verdacht, omdat hij Debel dood gevonden had. |
| 3  | Kein Garten Eden          | 13 maart 1981 Ingo Rolfs meldt zich bij Derrick om aangifte te doen voor ontvangen dreigbrieven tegen zijn stiefvader. Ingo haat zijn stiefvader, en omdat deze met de dood bedreigd wordt meldt hij zich bij Derrick zodat hij niet verdacht wordt, mocht zijn stiefvader overlijden. Vervolgens wordt zijn stiefvader daadwerkelijk vermoord aangetroffen. |
| 4  | Eine ganz alte Geschichte | 27 maart 1981 In 1946 is de Berlijnse juwelier Reuter slachtoffer van een roofmoord geworden. Zijn neef Arne beschuldigt zakenman Alfred Answald als de dader toen ter tijd. Het bewijs van deze beschuldiging blijft neef Arne echter schuldig. |
| 5  | Die Schwester             | 1 mei 1981 's Nachts vindt er een inbraak plaats in het kantoorgebouw van de firma Huttenrausch A.G. De portier wordt daarbij doodgeschoten.Derrick en zijn assistent Harry Klein achtervolgen de daders. Eén dader wordt door Harry Klein doodgeschoten. Eén dader wordt gepakt en de 3e dader ontsnapt via een huur appartementen complex.Hoe is derde dader ontsnapt? Wie heeft hem daarbij geholpen? Dit zijn vragen, waarbij Derrick de antwoorden moet achterhalen. |
| 6  | Tod eines Italieners      | 10 juli 1981 Voor inspecteur Harry Klein kan je de beste spaghetti van de wereld eten in pizzeria Forlani. Als Derrick besluit om eens mee te eten met Harry, gebeuren rare dingen achter hun rug die de familie Forlina in het ongeluk storten. |
| 7  | Das sechste Streichholz   | 14 augustus 1981 Een taxichauffeur wil Henri Jason afhalen van de discotheek.Hij komt te laat. eigenaar Jason is doodgeschoten.Zijn broer Egon, die snel ter plaatse is, heeft voor Derrick alvast de dader: de diskjockey van de discotheek: Jo Mahler. Maar Mahler heeft een waterdicht alibi. |
| 8  | Prozente                  | 28 augustus 1981 De boekhouder van kredietbemiddelaar Hollerer wordt doodgeschoten. Hollerer en een klant horen de schoten in het kantoor ernaast. Wie heeft deze moord gepleegd? En wat de vrouw van de klant, die voor het kantoor op haar man wachtte? Een moeilijk klus voor Derrick en Harry. |
| 9  | Der Untermieter           | 9 oktober 1981 Aflevering 87 - Na jaren te hebben vastgezeten wordt Walter Buschmann vrijgelaten. Hij wordt bij zijn vrijlating begeleid door Leo Kurat, een gepensioneerde oud collega van Derrick. Leo Kurat meldt zich bij Derrick , omdat hij zich zorgen maakt. Buschmann is spoorslags vertrokken naar de moeder van zijn kind, en dringt zich bij haar op voorlopig bij haar te mogen blijven. Zeer tegen de zin van zijn ex, die inmiddels gelukkig getrouwd en met man en kind en een onderhuurder gelukkig samenwoont. Buschman trekt zich nergens wat van aan, en slaapt op de kamer bij de onderhuurder, een student. |
| 10 | Tod im See                | 6 november 1981 |
| 11 | Die Stunde der Mörder     | 4 december 1981 |

## Seizoen 9
| # | Titel Aflevering             | Uitzenddatum DE |
| - | ---------------------------- | --- |
| 1 | Eine Rose im Müll            | 22 januari 1982 |
| 2 | Eine Falle für Derrick       | 5 maart 1982 Aflevering 91 Derrick probeert ene Ludenke, de zoon van een eigenaar van een serie cafés wegens moord op te sluiten. Getuigen zijn bang om te getuigen. Dan wordt op een nacht een dronken man op een fiets doodgereden. De man blijkt met de auto van Derrick te zijn doodgereden. |
| 3 | Nachts in einem fremden Haus | 2 april 1982 Aflevering 92 Het echtpaar Stettner krijgt onderweg na een diner bij de baas van de man een lekke band. Ze besluiten bij een huis aan te bellen, maar de deur staat open, alle lichten branden, en er lijkt niemand aanwezig te zijn. In de bibliotheek vinden ze een dode man. Ze waarschuwen de politie, en als Derrick en Klein dan komen, blijkt er geen spoor van een lijk te zijn. |
| 4 | Die Fahrt nach Lindau        | 14 mei 1982 Aflevering 93 Martin Gericke, eigenaar van een beleggingsfirma wordt bedreigd met de dood. Ondanks dat vertrekt hij met de auto naar een vergadering met een paar onbekende Zwitsers in Lindau. Zijn auto lijkt van de weg te zijn geraakt en wordt uitgebrand teruggevonden, met een lijk, dat de huissleutels en het horloge van Gericke draagt. Maar er zitten schietgaten in de auto. |
| 5 | Ein Fall für Harry           | 9 juli 1982 Aflevering 94 Een restaurant eigenaar, dhr Gruga, wordt 's nachts wakker wegens inbraakgeluiden in huis, holt naar boven en waarschuwt zijn bediende, Bennecke. Die belt de politie, en samen hollen ze naar de begane grond. Bennecke vecht met een van de inbrekers, maar wordt in de tuin teruggevonden met een ingeslagen hoofd. Gruga lijkt niet erg aangeslagen, en heeft de volgende dag al een huishoudster, Herta Klinger, een jong bang ogend meisje, zus van een van de obers in dienst van Gruga. Derrick vraagt of ze gedwongen voor Gruga werkt, maar ze zegt van niet. Wat is precies de band tussen Gruga en Klinger? |
| 6 | Das Alibi                    | 20 augustus 1982 Aflevering 95 Harry Klein ziet laat op de avond een meisje op straat, Martina Busse, dat nauwelijks op de been blijft en van de kaart is. Hij schiet zijn auto uit om haar te helpen en brengt haar naar haar kamer die ze als student van de kunstacademie huurt. De volgende ochtend blijkt ze zelfmoord te hebben gepleegd. Haar vriend, Ullrich Schumann, wordt kort erna doodgeschoten. |
| 7 | Hausmusik                    | 17 september 1982 Aflevering 96 Berthold Dettmers wordt op een feest verwacht, maar sterft voor zijn deur aan een verkeersongeluk. Maar dan beweert een getuige, dat Dettmers moedwillig is aangereden. Het huis van het slachtoffer is ongewoon luxueus. Een onbekende vrouw vraagt naar Dettmers, maar hangt op zonder zich bekend te maken. |
| 8 | Der Mann aus Kiel            | 15 oktober 1982 |
| 9 | Ein unheimliches Erlebnis    | 10 december 1982 |

## Seizoen 10
| #  | Titel Aflevering                  | Uitzenddatum DE   |
| -- | --------------------------------- | ----------------- |
| 1  | Via Genua                         | 4 februari 1983   |
| 2  | Die Tote in der Isar              | 4 maart 1983      |
| 3  | Geheimnisse einer Nacht           | 25 maart 1983     |
| 4  | Der Täter schickte Blumen         | 29 april 1983     |
| 5  | Die kleine Ahrens                 | 27 mei 1983       |
| 6  | Tödliches Rendezvous              | 16 september 1983 |
| 7  | Lohmanns innerer Frieden          | 14 oktober 1983   |
| 8  | Attentat auf Derrick              | 11 november 1983  |
| 9  | Die Schrecken der Nacht           | 9 december 1983   |
| 10 | Dr. Römer und der Mann des Jahres | 30 december 1983  |

## Seizoen 11
| #  | Titel Aflevering                                     | Uitzenddatum DE   |
| -- | ---------------------------------------------------- | ----------------- |
| 1  | Das Mädchen in Jeans                                 | 20 januari 1984   |
| 2  | Die Verführung                                       | 20 februari 1984  |
| 3  | Manuels Pflegerin                                    | 2 maart 1984      |
| 4  | Drei atemlose Tage                                   | 30 maart 1984     |
| 5  | Tödlicher Ausweg                                     | 27 april 1984     |
| 6  | Keine schöne Fahrt nach Rom                          | 25 mei 1984       |
| 7  | Ein Spiel mit dem Tod                                | 15 juni 1984      |
| 8  | Ein Mörder zu wenig                                  | 20 juli 1984      |
| 9  | Angriff aus dem Dunkel                               | 10 augustus 1984  |
| 10 | Ende einer Sehnsucht                                 | 31 augustus 1984  |
| 11 | Gangster haben andere Spielregeln                    | 21 september 1984 |
| 12 | Das seltsame Leben des Herrn Richter                 | 19 oktober 1984   |
| 13 | Der Klassenbeste                                     | 23 november 1984  |
| 14 | Stellen Sie sich vor, man hat Dr. Prestel erschossen | 14 december 1984  |

## Seizoen 12
| #  | Titel Aflevering          | Uitzenddatum DE |
| -- | ------------------------- | --- |
| 1  | Der Mann aus Antibes      | 18 januari 1985 |
| 2  | Gregs Trompete            | 8 februari 1985 |
| 3  | Raskos Kinder             | 1 maart 1985 |
| 4  | Toter Goldfisch           | 22 maart 1985 |
| 5  | Wer erschoß Asmy?         | 19 april 1985 |
| 6  | Das tödliche Schweigen    | 3 mei 1985 |
| 7  | Ein unheimlicher Abgang   | 17 mei 1985 |
| 8  | Schwester Hilde           | 14 juni 1985 - De Hamburger Hans Dieter Kusich wordt dood in zijn hotelkamer in München aangetroffen. Bij navraag van de politie blijk Kusich zijn geld te verdienen als pooier in het Hamburger Red Light district. Het hotelpersoneel laat de politie weten, dat Kusich de avond voor zijn dood bezoek heeft gekregen van 2 vrouwen, die toegeven Kusich uit het Hamburger nachtleven te kennen. |
| 9  | Lange Nacht für Derrick   | 28 juni 1985 |
| 10 | Kranzniederlegung         | 6 september 1985 |
| 11 | Tod eines jungen Mädchens | 4 oktober 1985 |
| 12 | Die Tänzerin              | 3 november 1985 |
| 13 | Familie im Feuer          | 13 december 1985 |

## Seizoen 13
| #  | Titel Aflevering                 | Uitzenddatum DE  |
| -- | -------------------------------- | ---------------- |
| 1  | An einem Montagmorgen            | 3 januari 1986   |
| 2  | Naujocks trauriges Ende          | 24 januari 1986  |
| 3  | Geheimnis im Hochhaus            | 7 februari 1986  |
| 4  | Der Augenzeuge                   | 4 april 1986     |
| 5  | Das absolute Ende                | 25 april 1986    |
| 6  | Der Charme der Bahamas           | 16 mei 1986      |
| 7  | Die Nacht, in der Ronda starb    | 4 juli 1986      |
| 8  | Ein eiskalter Hund               | 25 juli 1986     |
| 9  | Der Fall Weidau                  | 8 augustus 1986  |
| 10 | Schonzeit für Mörder             | 22 augustus 1986 |
| 11 | Die Rolle seines Lebens          | 3 oktober 1986   |
| 12 | Entlassen Sie diesen Mann nicht! | 28 november 1986 |

## Seizoen 14
| #  | Titel Aflevering               | Uitzenddatum DE   |
| -- | ------------------------------ | ----------------- |
| 1  | Mädchen in Angst               | 2 januari 1987    |
| 2  | Die Dame aus Amsterdam         | 30 januari 1987   |
| 3  | Anruf in der Nacht             | 20 maart 1987     |
| 4  | Absoluter Wahnsinn             | 24 april 1987     |
| 5  | Der Tote auf der Parkbank      | 5 juni 1987       |
| 6  | Die Nacht des Jaguars          | 19 juni 1987      |
| 7  | Ein Weg in die Freiheit        | 3 juli 1987       |
| 8  | Nachtstreife                   | 18 september 1987 |
| 9  | Koldaus letzte Reise           | 2 oktober 1987    |
| 10 | Nur Ärger mit dem Mann aus Rom | 30 oktober 1987   |
| 11 | Mordfall Goos                  | 27 november 1987  |

## Seizoen 15
| #  | Titel Aflevering             | Uitzenddatum DE  |
| -- | ---------------------------- | ---------------- |
| 1  | Fliegender Vogel             | 8 januari 1988   |
| 2  | Mordträume                   | 5 februari 1988  |
| 3  | Eine Reihe von schönen Tagen | 4 maart 1988     |
| 4  | Kein Risiko                  | 25 maart 1988    |
| 5  | Auf Motivsuche               | 22 april 1988    |
| 6  | Da läuft eine Riesensache    | 13 mei 1988      |
| 7  | Das Piräus-Abenteuer         | 1 juli 1988      |
| 8  | Die Stimme                   | 22 juli 1988     |
| 9  | Das Ende einer Illusion      | 12 augustus 1988 |
| 10 | Mord inklusive               | 19 augustus 1988 |
| 11 | Die Mordsache Druse          | 21 oktober 1988  |
| 12 | Eine Art Mord                | 25 november 1988 |

## Seizoen 16
| #  | Titel Aflevering                  | Uitzenddatum DE   |
| -- | --------------------------------- | ----------------- |
| 1  | Wie kriegen wir Bodetzki?         | 6 januari 1989    |
| 2  | Kisslers Mörder                   | 27 januari 1989   |
| 3  | Der zweite Mord                   | 24 februari 1989  |
| 4  | Blaue Rose                        | 17 maart 1989     |
| 5  | Die Stimme des Mörders            | 14 april 1989     |
| 6  | Rachefeldzug                      | 5 mei 1989        |
| 7  | Schrei in der Nacht               | 2 juni 1989       |
| 8  | Die Kälte des Lebens              | 30 juni 1989      |
| 9  | Mozart und der Tod                | 29 september 1989 |
| 10 | Der kleine Gauner                 | 20 oktober 1989   |
| 11 | Diebachs Frau                     | 17 november 1989  |
| 12 | Ein merkwürdiger Tag auf dem Land | 15 december 1989  |

## Seizoen 17
| #  | Titel Aflevering            | Uitzenddatum DE   |
| -- | --------------------------- | ----------------- |
| 1  | Kein Ende in Wohlgefallen   | 5 januari 1990    |
| 2  | Tödliches Patent            | 2 februari 1990   |
| 3  | Judith                      | 9 maart 1990      |
| 4  | Tossners Ende               | 20 april 1990     |
| 5  | Höllensturz                 | 25 mei 1990       |
| 6  | Der Einzelgänger            | 8 juni 1990       |
| 7  | Des Menschen Feind          | 20 juli 1990      |
| 8  | Tod am Waldrand             | 17 augustus 1990  |
| 9  | Abgründe der Gefühle        | 14 september 1990 |
| 10 | Der Augenblick der Wahrheit | 12 oktober 1990   |
| 11 | Beziehung abgebrochen       | 9 november 1990   |
| 12 | Solo für Vier               | 14 december 1990  |

## Seizoen 18
| #  | Titel Aflevering                 | Uitzenddatum DE   |
| -- | -------------------------------- | ----------------- |
| 1  | Caprese in der Stadt             | 4 januari 1991    |
| 2  | Gefährlicher Weg durch die Nacht | 1 februari 1991   |
| 3  | Das Penthaus                     | 15 maart 1991     |
| 4  | Wer bist du, Vater?              | 26 april 1991     |
| 5  | Verlorene Würde                  | 31 mei 1991       |
| 6  | Offener Fall                     | 28 juni 1991      |
| 7  | Der Tote spielt fast keine Rolle | 19 juli 1991      |
| 8  | Störungen in der Lust zu leben   | 9 augustus 1991   |
| 9  | Ein Tod auf dem Hinterhof        | 20 september 1991 |
| 10 | Der Schrei                       | 18 oktober 1991   |
| 11 | Das Lächeln des Dr. Bloch        | 29 november 1991  |
| 12 | Isoldes tote Freunde             | 20 december 1991  |

## Seizoen 19
| #  | Titel Aflevering                | Uitzenddatum DE   |
| -- | ------------------------------- | ----------------- |
| 1  | Die Reise nach München          | 17 januari 1992   |
| 2  | Ein seltsamer Ehrenmann         | 11 februari 1992  |
| 3  | Mord im Treppenhaus             | 20 maart 1992     |
| 4  | Die Festmenüs des Herrn Borgelt | 24 april 1992     |
| 5  | Der stille Mord                 | 22 mei 1992       |
| 6  | Beatrice und der Tod            | 19 juni 1992      |
| 7  | Eine eiskalte Nummer            | 17 juli 1992      |
| 8  | Tage des Zorns                  | 21 augustus 1992  |
| 9  | Die Frau des Mörders            | 18 september 1992 |
| 10 | Billies schöne neue Welt        | 16 oktober 1992   |
| 11 | Ein merkwürdiger Privatdetektiv | 13 november 1992  |
| 12 | Kein teurer Toter               | 11 december 1992  |

## Seizoen 20
| #  | Titel Aflevering           | Uitzenddatum DE   |
| -- | -------------------------- | ----------------- |
| 1  | Ein sehr trauriger Vorgang | 22 januari 1993   |
| 2  | Mann im Regen              | 5 februari 1993   |
| 3  | Langsamer Walzer           | 5 maart 1993      |
| 4  | Geschlossene Wände         | 16 april 1993     |
| 5  | Nach acht langen Jahren    | 7 mei 1993        |
| 6  | Die Lebensgefährtin        | 18 juni] 1993     |
| 7  | Die seltsame Sache Liebe   | 16 juli 1993      |
| 8  | Zwei Tage, zwei Nächte     | 6 augustus 1993   |
| 9  | Nachtvorstellung           | 24 september 1993 |
| 10 | Melodie des Todes          | 29 oktober 1993   |
| 11 | Die Nacht mit Ariane       | 26 november 1993  |
| 12 | Ein Objekt der Begierde    | 17 december 1993  |

## Seizoen 21
| #  | Titel Aflevering                         | Uitzenddatum DE |
| -- | ---------------------------------------- | --- |
| 1  | Das Thema                                | 7 januari 1994 Het lichaam van de heer Kindermann wordt gevonden en Derrick vermoedt dat hij de daders gestoord heeft bij het stelen van zijn Mercedes. Er zijn weinig aanknopingspunten totdat een Oostenrijkse douane-beambte zich een jonge man in een Mercedes herinnert, die in de nacht van de moord de grens is gepasseerd. |
| 2  | Nachts, als sie nach Hause lief          | 4 februari 1994 Doris Meissner, de echtgenote van boekhandelaar Jakob, is een eigenzinnige vrouw. Ze gaat 's avonds graag alleen uit en flirt met andere mannen. Dit tot grote ergernis van haar echtgenoot, zwager en schoonzus. Op een dag wordt Doris 's nachts vermoord gevonden. Derrick gaat op zoek naar de moordenaar. |
| 3  | Das Plädoyer                             | 4 maart 1994 Rudolph Lakonda bezoekt Dr. Kolbe, de openbare aanklager die hem destijds in zijn pleidooi koud, wreed, gevoelloos noemde. Lakonda kreeg 15 jaar, maar kwam vervroegd vrij. De vrouw van Dr. Kolbe gaat naar schilderles en wordt na afloop mishandeld, maar deze mishandeling is in scène gezet door Lakonda en zijn zoon Wenk. Deze heeft de naam van zijn adoptievader aangenomen toen Lakonda in de gevangenis zat. Lakonda heeft Dr. Kolbe bedreigd dat hij hem zou laten voelen wat het betekent een vrouw kwijt te raken. Na de mishandeling komt Derrick in actie. Intussen heeft de zoon van Lakonda de vrouw van Dr. Kolbe ingepalmd. |
| 4  | Ein sehr ehrenwerter Herr                | 22 april 1994 Een souteneur wordt in zijn auto neergeschoten. Op diezelfde avond werden twee van zijn prostituees zwaar mishandeld. |
| 5  | Eine Endstation                          | 27 mei 1994 Directeur Konrad Schreiber vraagt zijn assistent of hij even zijn auto zou willen ophalen van de parkeerplaats. Bij de auto wordt deze assistent neergeschoten. Derrick heeft het vermoeden dat de moordenaar zich vergist heeft en dat directeur Schreiber het slachtoffer had moeten zijn. |
| 6  | Darf ich Ihnen meinen Mörder vorstellen? | 24 juni 1994 In een jachthut wordt de heer Sauters vermoord gevonden. Toevallig heeft Derrick hem een paar dagen daarvoor ontmoet. Het vreemde was dat Sauters Derrick heeft voorgesteld aan zijn zakenpartner Ulrich Kemp, 'dit is mijn moordenaar', zo stelde hij Kemp voor aan Derrick. |
| 7  | Gib dem Mörder nicht die Hand            | 8 juli 1994 Gerard Schuhmann komt na jaren terug van Hongkong naar München. Hij is trots zijn familie te kunnen melden dat hij een rijke zakenman is geworden. Tijdens de familiebijeenkomst komt zijn oude vriend Oskar langs. Oskar, ooit een bekwame redacteur, is een werkloze alcoholist geworden. De volgende dag wordt Oskar vermoord gevonden. |
| 8  | Gesicht hinter der Scheibe               | 5 augustus 1994 De aanblik op de vermoorde Monika Zeller schokt Inspecteur Derrick en zijn collega's Klein en Berger die samen aan het sporenonderzoek begonnen zijn. |
| 9  | Der Schlüssel                            | 9 september 1994 Derrick krijgt een anoniem telefoontje. Hem wordt gevraagd te proberen de moord op dhr. Howald te verhinderen. Als hij Howald opzoekt reageert deze uiterst laconiek. Toch wordt Howald kort daarna dood gevonden, hij is neergeschoten. Al gauw blijkt dat met het moordwapen al eerder 5 personen vermoord zijn. Derrick heeft met een seriemoordenaar te maken. |
| 10 | Das Floß                                 | 7 oktober 1994 Hans Nolte wordt in zijn huis getroffen door een kogel in het aangezicht. Hij had de avond doorgebracht met zijn partner en beste vriend, Arnim Wexler, en met Anna Bender, die amper 18 is. Geen van beiden kunnen interessante informatie verstrekken. De heren wilden alleen maar een 'aangename avond' doorbrengen. Derrick kan niets met zulke magere informatie en er komt dan ook geen schot in de zaak. |
| 11 | Nachtgebete                              | 4 november 1994 Professor Roth ontvangt een brief van een vrouw die vermoord is. In de brief staat dat hij de vader van haar 17-jarige dochter is. Ondanks dat hij weet dat dit absoluut niet waar kan zijn, wil hij toch de 17-jarige Marianne ontmoeten. Hij komt in een buitengewoon vreemde situatie terecht. |
| 12 | Abendessen mit Bruno                     | 9 december 1994 Martin Sasse (Sebastian Koch) haalt Bruno (Philipp Moog) uit de kliniek op. Na jaren is dit voor beide broers hun eerste weerzien met elkaar. |

## Seizoen 22
| #  | Titel Aflevering                | Uitzenddatum DE  |
| -- | ------------------------------- | ---------------- |
| 1  | Katze ohne Ohren                | 6 januari 1995   |
| 2  | Anruf aus Wien                  | 3 februari 1995  |
| 3  | Ein Mord, zweiter Teil          | 24 maart 1995    |
| 4  | Teestunde mit einer Mörderin    | 28 april 1995    |
| 5  | Ein Mord und lauter nette Leute | 26 mei 1995      |
| 6  | Kostloffs Thema                 | 23 juni 1995     |
| 7  | Derricks toter Freund           | 14 juli 1995     |
| 8  | Eines Mannes Herz               | 18 augustus 1995 |
| 9  | Dein Bruder, der Mörder         | 8 september 1995 |
| 10 | Die Ungerührtheit der Mörder    | 6 oktober 1995   |
| 11 | Herr Widanje träumt schlecht    | 17 november 1995 |
| 12 | Mitternachtssolo                | 15 december 1995 |

## Seizoen 23
| #  | Titel Aflevering                     | Uitzenddatum DE  |
| -- | ------------------------------------ | ---------------- |
| 1  | Die zweite Kugel                     | 5 januari 1996   |
| 2  | Einen schönen Tag noch, Mörder       | 2 februari 1996  |
| 3  | Ruth und die Mörderwelt              | 8 maart 1996     |
| 4  | Frühstückt Babette mit einem Mörder? | 5 april 1996     |
| 5  | Mädchen im Mondlicht                 | 10 mei 1996      |
| 6  | Mordecho                             | 21 juni 1996     |
| 7  | Das leere Zimmer                     | 12 juli 1996     |
| 8  | Riekes trauriger Nachbar             | 9 augustus 1996  |
| 9  | Der Verteidiger                      | 6 september 1996 |
| 10 | Das dunkle Licht                     | 11 oktober 1996  |
| 11 | Zeuge Karuhn                         | 8 november 1996  |
| 12 | Bleichröder ist tot                  | 13 december 1996 |

## Seizoen 24
| #  | Titel Aflevering             | Uitzenddatum DE  |
| -- | ---------------------------- | ---------------- |
| 1  | Eine kleine rote Zahl        | 3 januari 1997   |
| 2  | Gegenüberstellung            | 31 januari 1997  |
| 3  | Verlorener Platz             | 14 maart 1997    |
| 4  | Gesang der Nachtvögel        | 18 april 1997    |
| 5  | Fundsache Anja               | 23 mei 1997      |
| 6  | Hölle im Kopf                | 20 juni 1997     |
| 7  | Die Nächte des Kaplans       | 25 juli 1997     |
| 8  | Der Mord, der ein Irrtum war | 17 oktober 1997  |
| 9  | Das erste aller Lieder       | 7 november 1997  |
| 10 | Pornocchio                   | 12 december 1997 |

## Seizoen 25
| # | Titel Aflevering                 | Uitzenddatum DE |
| - | -------------------------------- | --------------- |
| 1 | Die Tochter des Mörders          | 23 januari 1998 |
| 2 | Anna Lakowski                    | 6 maart 1998    |
| 3 | Herr Kordes braucht eine Million | 17 april 1998   |
| 4 | Mama Kaputtke                    | 1 mei 1998      |
| 5 | Das Abschiedsgeschenk            | 16 oktober 1998 |